# Доссенайм-Кошерсберг
Доссена́йм-Кошерсбе́рг (фр. Dossenheim-Kochersberg) — коммуна на северо-востоке Франции в регионе Гранд-Эст (бывший Эльзас — Шампань — Арденны — Лотарингия), департамент Нижний Рейн, округ Саверн, кантон Буксвиллер. До марта 2015 года коммуна административно входила в состав упразднённого кантона Трюштерсайм (округ Страсбур-Кампань).
Площадь коммуны — 1,79 км², население — 210 человек (2006) с тенденцией к росту: 231 человек (2013), плотность населения — 129,1 чел/км².

## Население
Население коммуны в 2011 году составляло 228 человек, в 2012 году — 236 человек, а в 2013-м — 231 человек.
| 1962 | 1968 | 1975 | 1982 | 1990 | 1999 | 2006 | 2008 | 2011 | 2012 | 2013 |
| ---- | ---- | ---- | ---- | ---- | ---- | ---- | ---- | ---- | ---- | ---- |
| 122  | 126  | 143  | 134  | 146  | 180  | 210  | 246  | 228  | 236  | 231  |

Динамика населения:

## Экономика
В 2010 году из 146 человек трудоспособного возраста (от 15 до 64 лет) 111 были экономически активными, 35 — неактивными (показатель активности 76,0 %, в 1999 году — 72,2 %). Из 111 активных трудоспособных жителей работали 106 человек (53 мужчины и 53 женщины), 5 числились безработными (трое мужчин и две женщины). Среди 35 трудоспособных неактивных граждан 16 были учениками либо студентами, 14 — пенсионерами, а ещё 5 — были неактивны в силу других причин.